# 이삼 알사브히
이삼 압달라 사이프 알사브히(1997년 5월 1일 ~ , Issam Abdallah Saif Al Sabhi)는 오만의 축구 선수로 현재 알나흐다 클럽에서 공격수로 활약하고 있다.